# Alloprotein
Ein Alloprotein ist ein Protein, das eine oder mehrere nicht-kanonische Aminosäuren enthält. Zu den nicht-kanonischen Aminosäuren zählen sowohl in der Natur vorkommende, natürlicherweise nicht in der Proteinbiosynthese beteiligte Aminosäuren, als auch künstliche, synthetisierte Aminosäuren.

## Gewinnung
Alloproteine können mikrobiell durch gezielte Fehlbeladungen von nativer tRNA durch Aminoacyl-tRNA-Synthetasen gewonnen werden. Dazu wird ein Bakterienstamm, der die zu ersetzende kanonische Aminosäure nicht selbst produzieren kann, auf einem Minimalmedium kultiviert. Das Minimalmedium enthält die nicht-kanonische Aminosäure, die in ihrer Struktur möglichst ähnlich zu der zu ersetzenden kanonischen Aminosäure sein sollte (Analoga). Die nichtkanonische Aminosäure wird aufgenommen und akkumuliert in der Zelle, wo sie durch die endogene Aminoacyl-tRNA-Synthetase auf die tRNA der zu ersetzenden kanonischen Aminosäure geladen wird. Bei der Translation kommt es so zum Einbau der nicht-kanonischen Aminosäure in das Protein. Durch diese Methode können etwa 70 % des genetischen Codes verändert werden.
Eine weitere Methode ist die „Stopp-Codon-Supression“. Hierfür werden mutierte tRNAs verwendet, die den Stopp-Codon nicht mehr als solches erkennen und keinen Kettenabbruch induzieren. Durch Modifikation der zugehörigen Aminoacyl-tRNA-Synthetase lässt sich die gewünschte nicht-kanonische Aminosäure in die Polypeptidkette einbauen, ohne den Einbau der proteinogenen Aminosäuren zu stören. Hierzu muss der neu zugewiesene Stopp-Codon an den gewünschten Stellen in die DNA eingebaut werden.
Alloproteine lassen sich auch chemisch synthetisieren, dies ist jedoch nur bei Peptiden mit geringem Molekulargewicht möglich.

## Anwendungen
Die Eigenschaften von Alloproteinen können gezielt dem gewünschten Nutzen angepasst werden, was eine zukünftige Anwendung in Pharmazie und Materialwissenschaften möglich macht.